# Sorority House Massacre II
Sorority House Massacre 2: Nighty Nightmare es una película slasher de 1990 dirigida por Jim Wynorski, e interpretado por Melissa Ann Moore y Gail Harris (acreditado como Robyn Harris).

## Argumento
Cinco chicas, Linda (Gail Harris), Jessica (Melissa Moore), Kimberly (Stacia Zhivago), Suzanne (Barbii) y Janey (Dana Bentley ) compran el viejo hogar de Hokstedter para su nueva casa de hermandad. Lo consiguen barato debido a los sangrientos incidentes ocurridos cinco años antes, cometidos por Hokstedter. Ellas deciden permanecer en la casa durante la noche para que puedan encontrarse con los encargados de la mudanza en la mañana siguiente, a pesar de que la electricidad y los teléfonos no funcionaban. Janey le cuenta al grupo de los asesinatos sucedidos años antes, poniendo al grupo nervioso. Mientras anochece, las chicas son asustadas por el relato de su vecino Orville Ketchum (Peter Spellos) sobre la noche de los asesinatos, y cómo fue derrotado Hokstedter. Les da las llaves del sótano antes de regresar a su casa. Las chicas deciden explorar el sótano, y encuentran las herramientas de Hokstedter y también un tablero de ouija.

## Reparto
- Gail Harris como Linda
- Melissa Moore como Jessica
- Stacia Zhivago como Kimberly
- Barbii como Suzanne
- Dana Bentley como Janey
- Jürgen Baum como Teniente Mike Block
- Toni Naples como Sargento. Phyliss Shawlee
- Mike Elliott como Eddie
- Bridget Carney como Candy
- Peter Spellos como Orville Ketchum

## Producción
La película fue escrita por Jim Wynorski y J B Rogers durante un fin de semana.

## Secuela
Hard to Die se estrenó el mismo año. Cuenta con muchos de los mismos actores y una similar historia a Sorority House Massacre II. En muchos sentidos, Hard to Die es considerada una secuela de Sorority House Massacre II.